# James Hallen

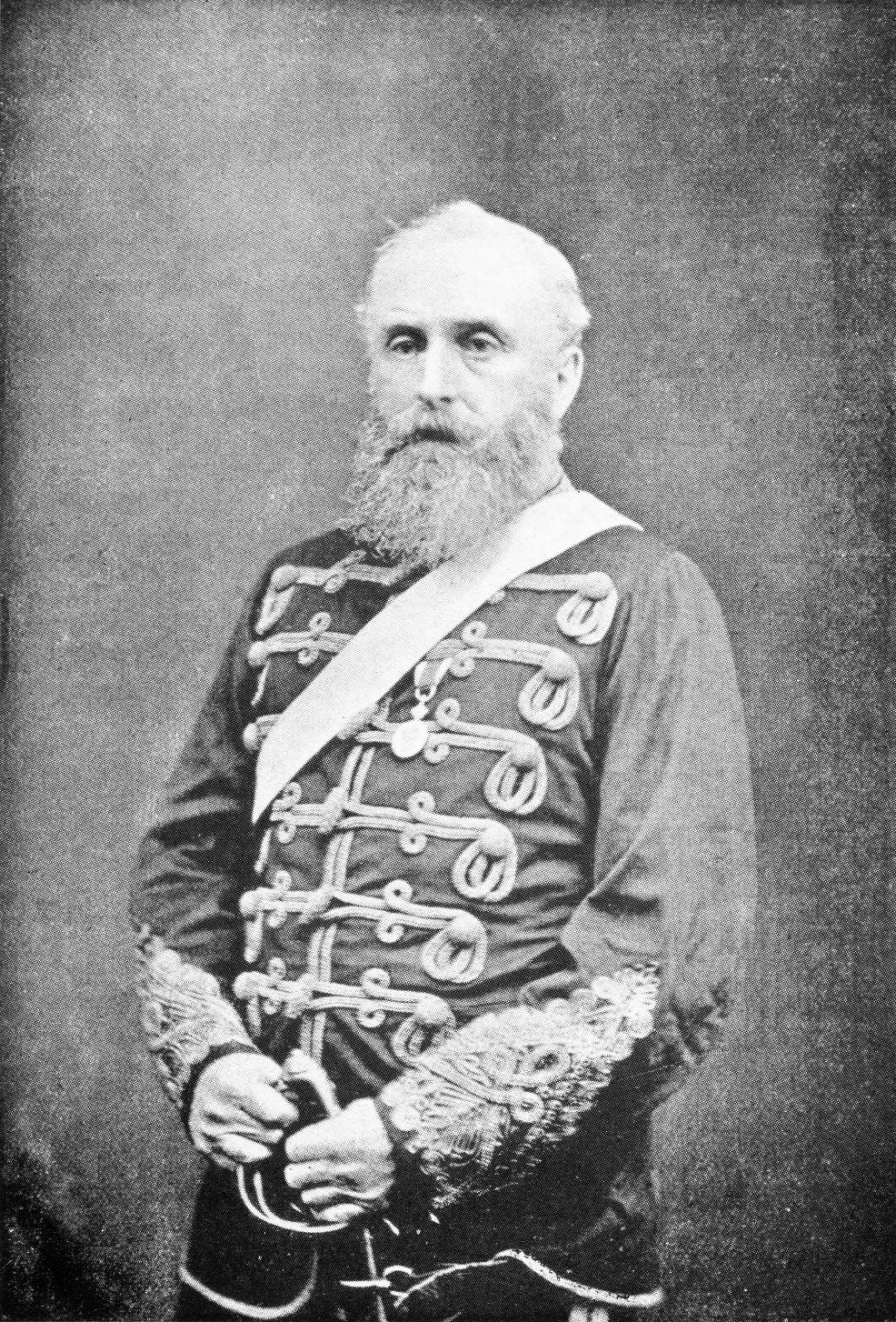

Coronel James Herbert Brockencote Hallen ou JHB Hallen CIE FRCSE FRCVS (1829–20 de agosto de 1901) foi um veterinário britânico que serviu como diretor da Escola de Veterinária Dick em Edimburgo durante o ano acadêmico de 1866/67 e mais tarde trabalhou na Índia britânica. Ele é mais lembrado por seu papel como Superintendente Geral de Criação de Cavalos na Índia e Diretor Veterinário na Índia, por seu trabalho sobre as pragas do gado na Índia e por escrever manuais sobre o tratamento de cavalos e gado, alguns dos quais foram traduzidos para o hindi e Língua urdu.

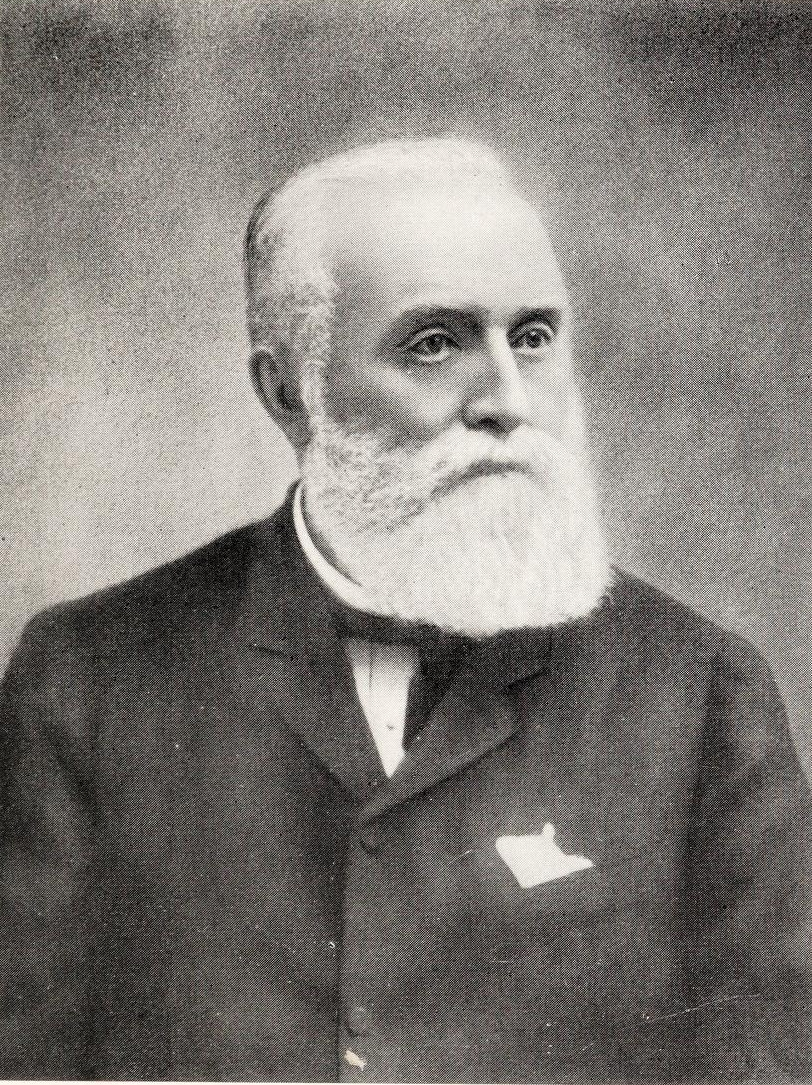

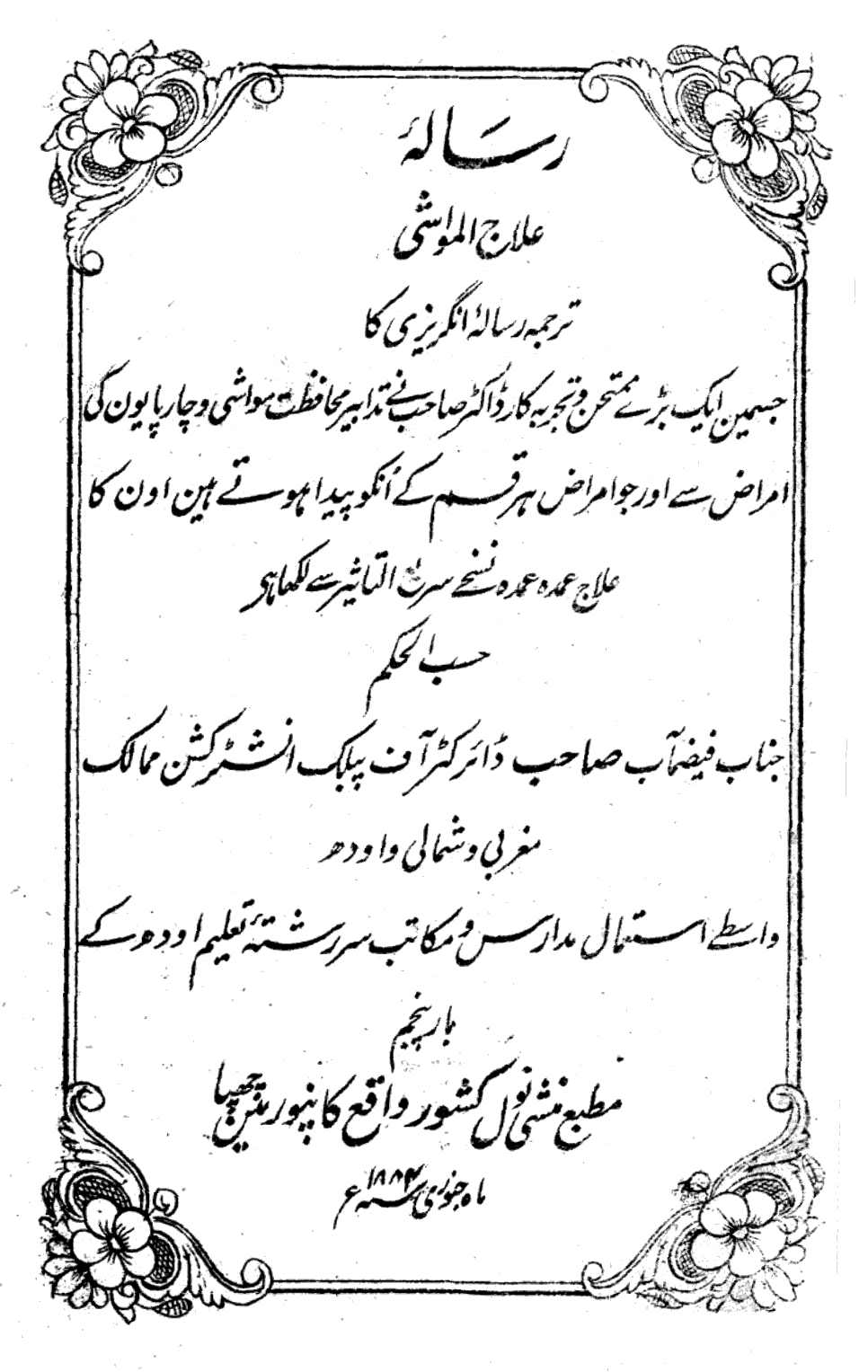
Página de título de ʿIlāj al-mawāshī (1884)

James era filho do veterinário, Herbert Hallen, que trabalhava com os Inniskilling Dragoons, e de sua esposa Matilda. Herbert era conhecido por seu trabalho com cavalos, escreveu partes dos livros de Sir Frederick Fitzwygram, e esteve envolvido no design do chamado sapato Fitzwygram. James estudou Ciências Veterinárias na Faculdade de Veterinária William Dick, na Clyde Street, em Edimburgo. Em 1866, após a morte de William Dick, ele serviu como diretor do colégio interinamente até o outono de 1867, quando foi substituído em caráter permanente pelo Prof. William Williams. Ele ingressou no Serviço Veterinário de Bombaim em 1850 e depois serviu no 1º Bombay Lancers até 1855, seguido pela compra de Remount até 1858, após o qual ele estava na Artilharia Montada de Bombaim. Em 1862 foi nomeado Cirurgião Veterinário Inspetor e esteve envolvido no estabelecimento do serviço veterinário e da Escola Veterinária do Exército, Poona. Ele começou uma escola para salutris (atendentes de cavalos) e castradores em Babugarh, nas Províncias Unidas, em 1877. Este foi transferido para Lahore em 1882 sob o comando do Coronel G. Kettlewell e tornou-se o Punjab Veterinary College em 1900. Ele serviu na Guerra da Abissínia (1867 a 1868) e foi responsável por 50.000 animais, incluindo cavalaria e transporte. Ele foi recomendado por Lord Napier por seus serviços, mas um CB não pôde ser conferido porque os cirurgiões veterinários eram inelegíveis. Em 1868 ele foi despachado para Bombaim para lidar com um surto repentino de peste bovina na Índia. Ele foi encarregado de uma Comissão Especial de Coudelaria de 16 de dezembro de 1872 a 31 de março de 1876 sob o vice-rei. Isto foi uma resposta à política de Lord Northbrook de criar cavalos e mulas na Índia, em vez de importá-los da Austrália e da Pérsia, como era a prática anterior. Sugestões semelhantes também podem ter sido feitas durante a época de Lord Mayo. Hallen também promoveu o uso de éguas em vez de bois para arar. Esteve envolvido na criação de um departamento de veterinária civil para o qual foi criado CIE. Aposentou-se como Inspetor Geral do Departamento de Veterinária Civil. Seu exame do surto de peste bovina levou ao estabelecimento do laboratório bacteriológico imperial em Mukteshwar sob Alfred Lingard.
Ele se aposentou do serviço militar na Índia em 1894 e morreu em 1901 em Stratford-on-Avon de insuficiência cardíaca.

## Publicações
Uma lista parcial de escritos inclui:
- Relatório das Pragas do Gado Indiano (1871)
- Praga do Gado: Uma História (1871)
- Manual das formas mais mortais de doenças do gado na Índia (1872)
- Algumas doenças do gado na Índia
- Traduzido - ʿIlāj al-mawāshī (1874), Pasuchikitsa (traduzido por Pandit Magan Lala 1875). A tradução de Magan Lala foi da versão Urdu/Hindustani. Mais tarde, Hanumanprasada e Deviprasada revisaram a obra em hindi.

1. 1 2  Williams, W. Owen (1902). «Obituary Notices. Veterinary Lieutenant-Colonel James H.B. Hallen, C.I.E., FRCSE, FRCVS». Proceedings of the Royal Society of Edinburgh. 24: 642–645. doi:10.1017/S0370164600008233
2. ↑  Bradley, O. Charnock (1923). History of the Edinburgh Veterinary College. Edinburgh: Oliver and Boyd
3. ↑  Ware, F. (1939). «The Development of Veterinary Science in India». The Veterinary Journal (em inglês). 95 (1): 8–16. doi:10.1016/S0372-5545(17)35855-8
4. ↑  «Abhilekh Patal». www.abhilekh-patal.in
5. ↑  Gilbey, Walter (1906). Horse-breeding in England and India : and army horses abroad. [S.l.: s.n.] pp. 52–60
6. ↑  Hume, A.O. (1897). Agricultural reform in India. London: W.H.Allen and Co. pp. 49–50
7. ↑  Hevia, James (2018). Animal Labor and Colonial Warfare. [S.l.]: University of Chicago Press. pp. 133–135
8. ↑  Smith, Frederick (1927). A history of the Royal Army Veterinary Corps. London: Balliere, Tindall and Cox
9. 1 2  Davis, Diana K. (2008). «Brutes, beasts and empire: Veterinary medicine and environmental policy in French North Africa and British India». Journal of Historical Geography. 34 (2): 242–267. doi:10.1016/j.jhg.2007.09.001